# Fernanda Machado
Fernanda Arrias Machado (née à Maringá, le 10 octobre 1980) est une actrice brésilienne.
Elle apparaît dans de nombreuses telenovelas et, au cinéma, joue notamment le rôle Maria dans le film Tropa de Elite de José Padilha.

## Filmographie

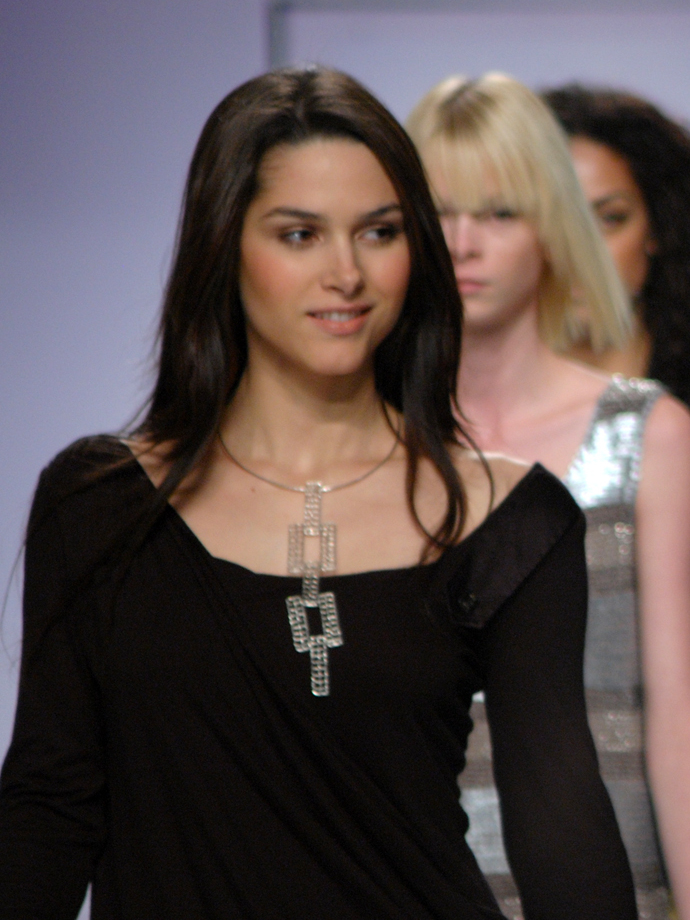
Machado (2008)

Télévision
| Télévision | Télévision          | Télévision                       | Télévision |
| Année      | Titre               | Rôle                             | Notes      |
| ---------- | ------------------- | -------------------------------- | ---------- |
| 2004       | Começar de Novo     | Sofya Andreevna Mishkina (Sonya) |            |
| 2005       | Alma Gêmea          | Dalila Santini da Silva          |            |
| 2007       | Paraíso Tropical    | Joana Veloso Schneidier          |            |
| 2008       | Queridos Amigos     | Lorena Vianna                    |            |
| 2008       | Casos e Acasos      | Adriana                          |            |
| 2008       | Casos e Acasos      | Fabíola                          |            |
| 2008       | Dicas de Um Sedutor | Júlia                            |            |
| 2009       | Caras & Bocas       | Laís Molinari                    |            |
| 2011       | Passions Mortelles  | Luciana Alencar                  |            |
| 2011       | Macho Man           | Drª Rosany                       |            |
| 2013       | Amor à Vida         | Leila Melo Rodriguez             |            |

Cinéma
| Cinéma | Cinéma                                   | Cinéma  | Cinéma        |
| Année  | Titre                                    | Rôle    | Notes         |
| ------ | ---------------------------------------- | ------- | ------------- |
| 2007   | Inesquecível                             | Esposa  |               |
| 2007   | Tropa de Elite                           | Maria   |               |
| 2008   | Inverno                                  | Paula   | court-métrage |
| 2009   | Flordelis - Basta uma Palavra para Mudar |         |               |
| 2011   | Amanhã Nunca Mais                        | Solange |               |
| 2012   | Procura-se                               | Mari    |               |